# ねむの木の庭

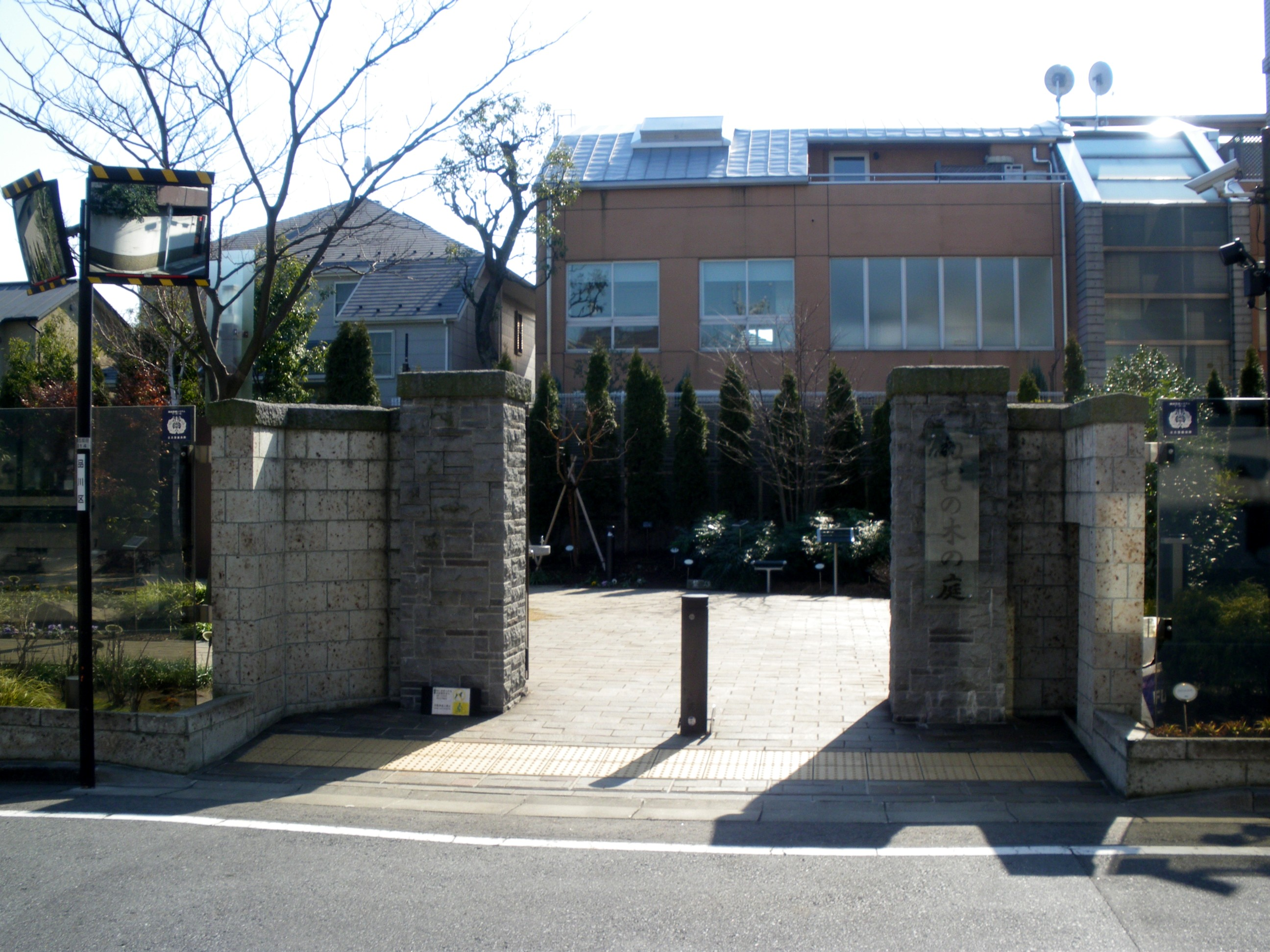
ねむの木の庭

ねむの木の庭（ねむのきのにわ）は、東京都品川区東五反田五丁目にある品川区立の公園である。

## 歴史・概要
当地にはもともと上皇后美智子の生家として知られる正田家の邸宅があった。1933年（昭和8年）に日清製粉正田英三郎社長邸として清水組（現:清水建設）が設計施工した建物である。英三郎の死後、2001年（平成13年）に相続税の一部として物納された。建物の保存を求める要望書や署名活動、住民団体による募金活動が行われたり、長野県北佐久郡軽井沢町への移築を検討されたが、2002年（平成14年）に解体された。その後、品川区が国から公園用地として跡地を取得して整備、2004年（平成16年）8月26日に「ねむの木の庭」として開園した。名前の由来は美智子が高校時代に自身で作った詩「ねむの木の子守歌」に因む。様々な樹木や草花で彩られる公園は邸宅の跡地なので広くはないが、美智子に因むバラの「プリンセス・ミチコ」も植えられている。
なお当地より徒歩5分ほどの場所に回遊式庭園の池田山公園がある。

## アクセスなど
- 所在地　品川区東五反田5-19-5（五反田駅より徒歩7分）
- 開園時間　午前9時から午後5時まで（12月29日から1月3日まで休園）
- 駐車場なし
- トイレなし
- 入園無料

## ギャラリー

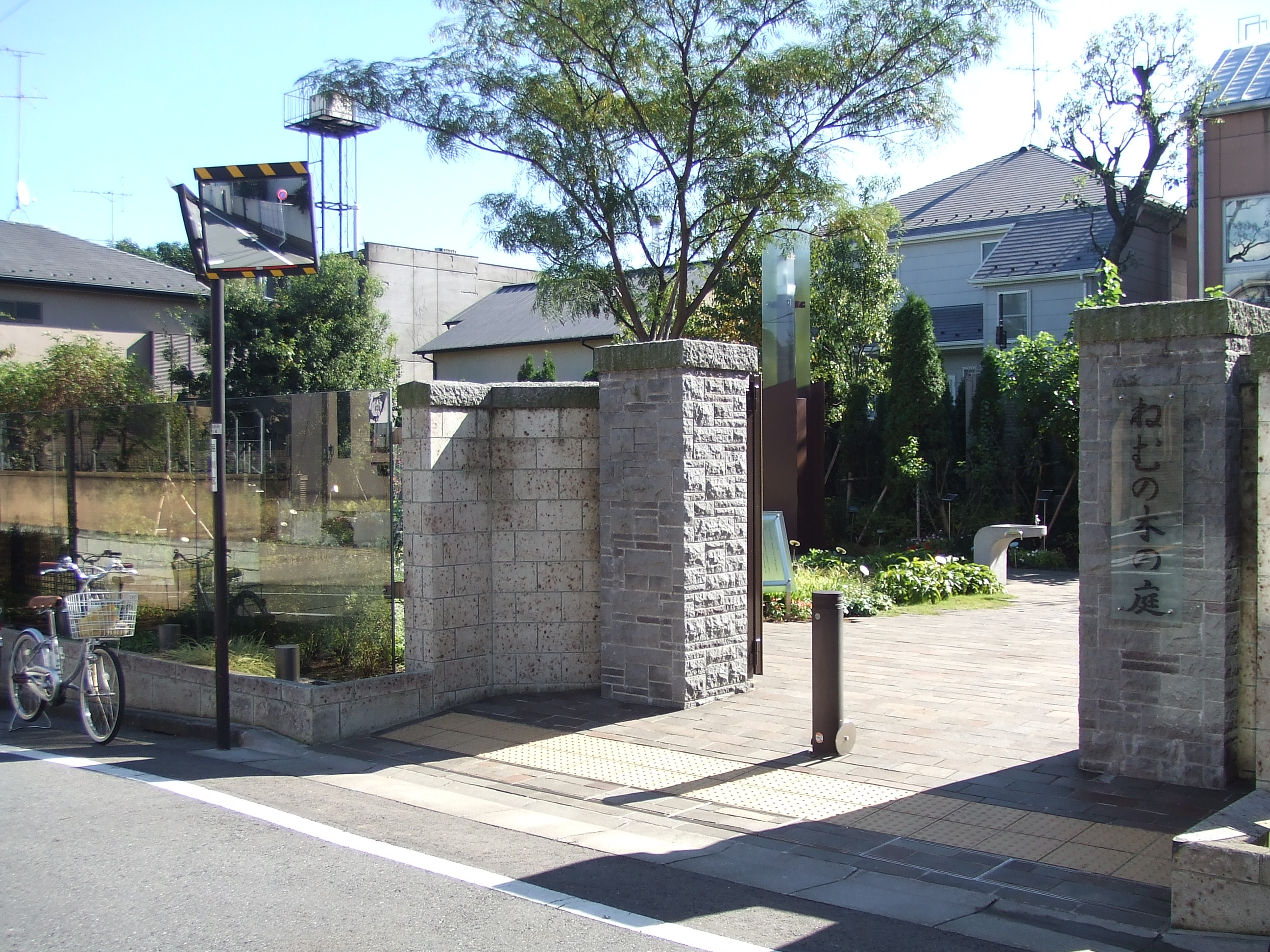
入り口（2007年11月）
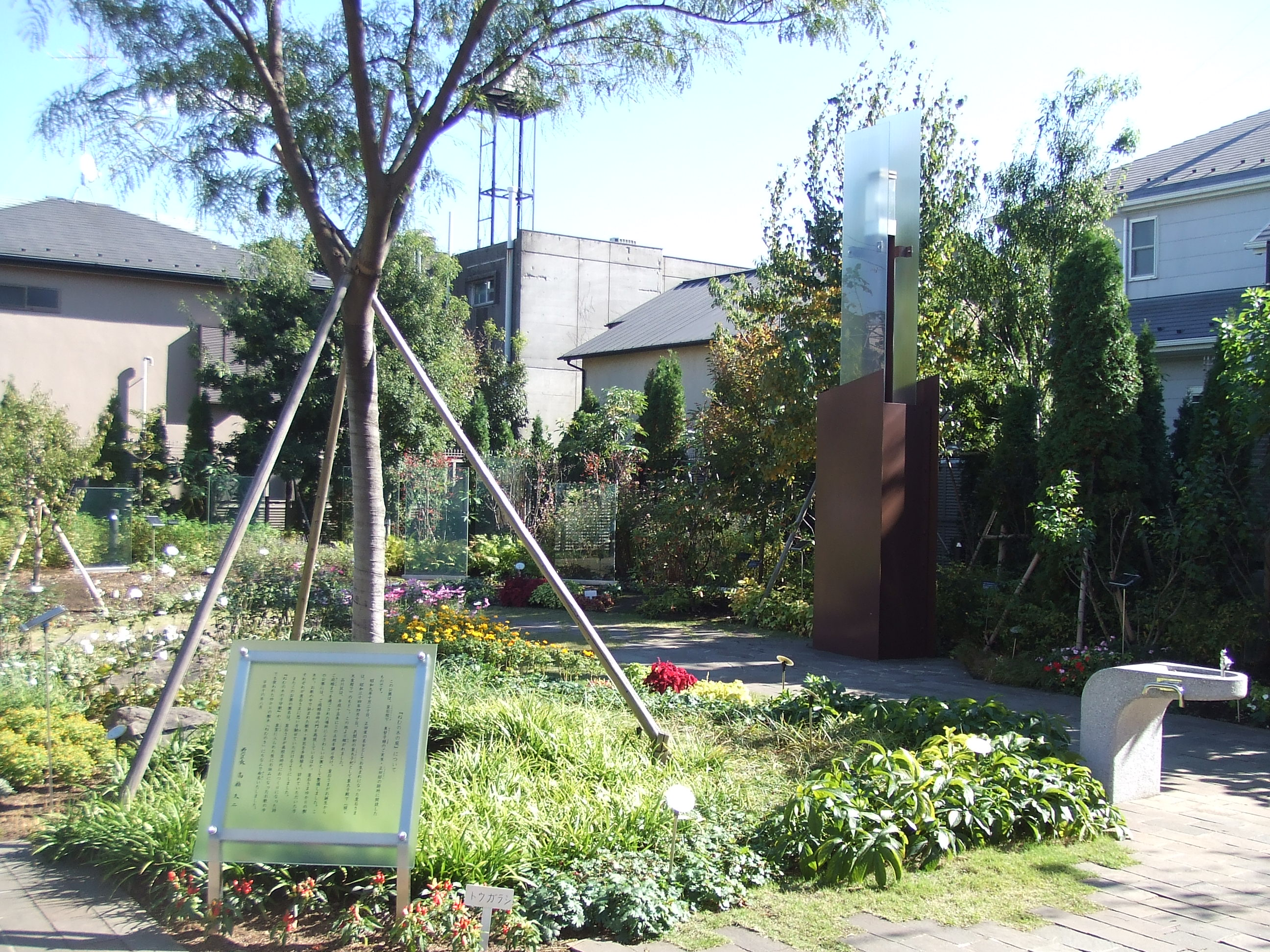
公園内の様子（2007年11月）
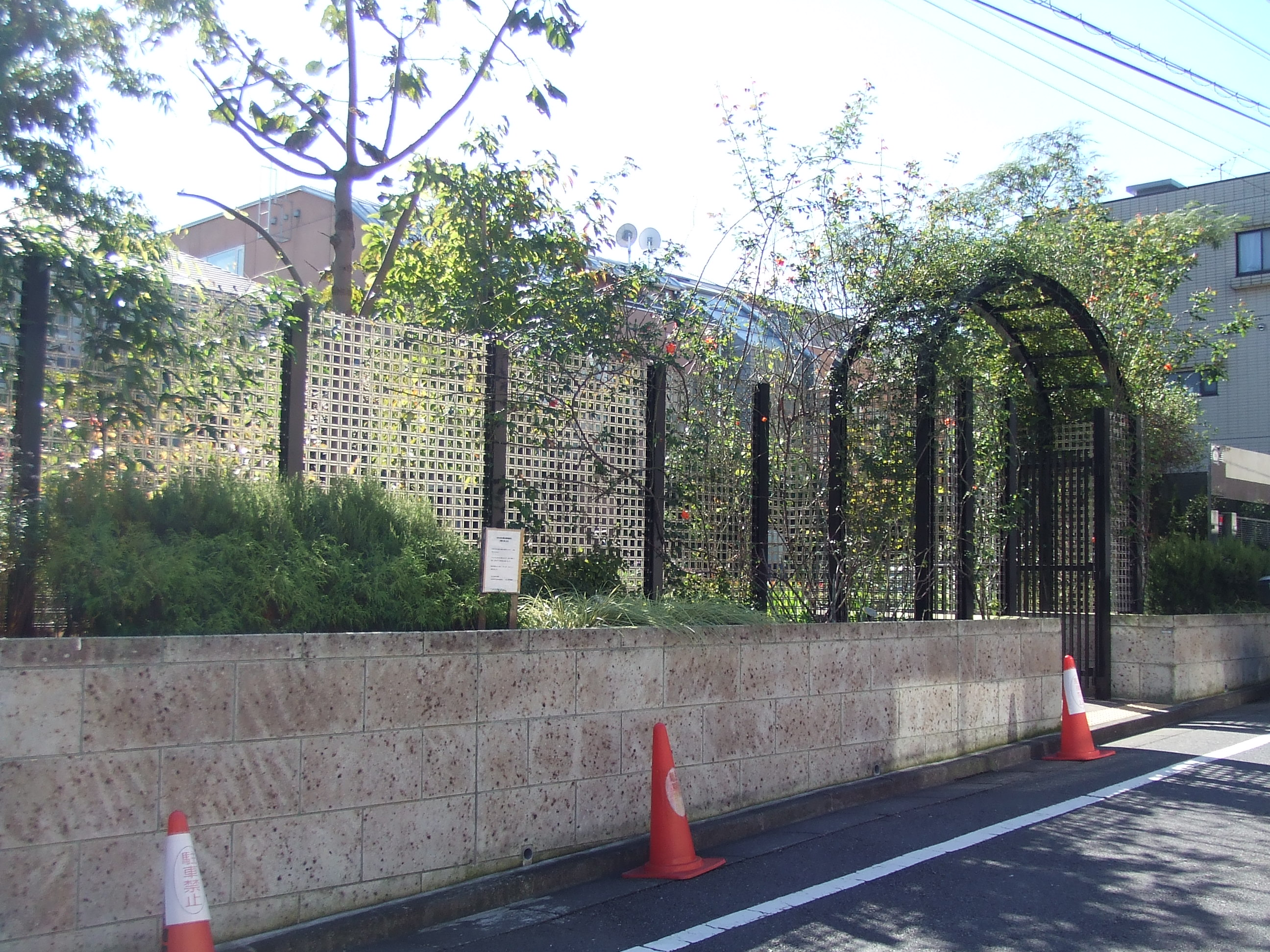
道からの様子（2007年11月）
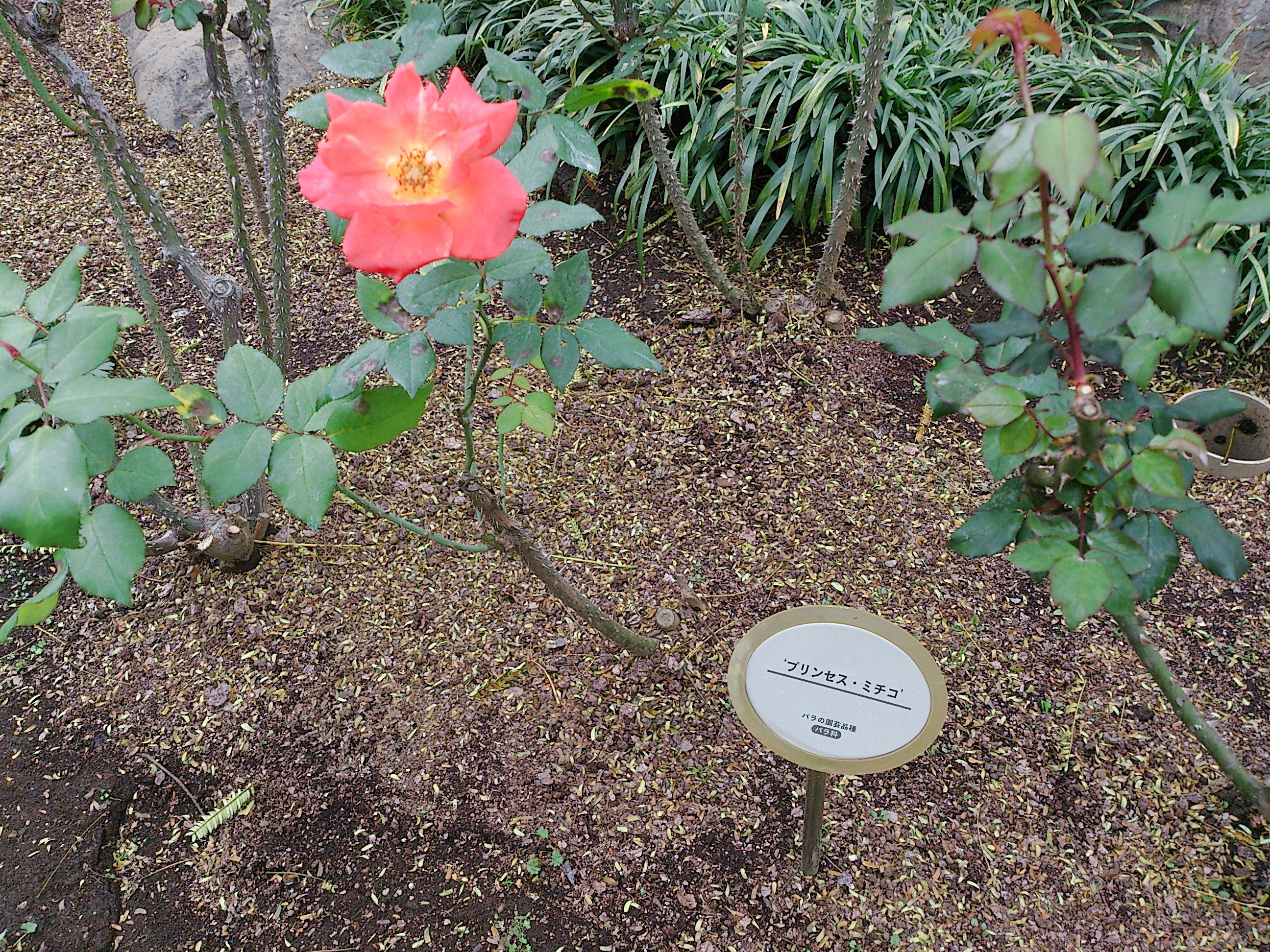
同公園に咲く「プリンセス・ミチコ」